# Politique dans le Doubs
Le département français du Doubs est un département créé le 4 mars 1790 en application de la loi du 22 décembre 1789, à partir des anciennes provinces de Franche-Comté, d'Alsace et de la Principauté de Montbéliard. Les 571 actuelles communes, dont presque toutes sont regroupées en intercommunalités, sont organisées en 19 cantons permettant d'élire les conseillers départementaux. La représentation dans les instances régionales est quant à elle assurée par 20 conseillers régionaux. Le département est également découpé en 5 circonscriptions législatives, et est représenté au niveau national par cinq députés et trois sénateurs. 

## Représentation politique et administrative

### Préfets et arrondissements

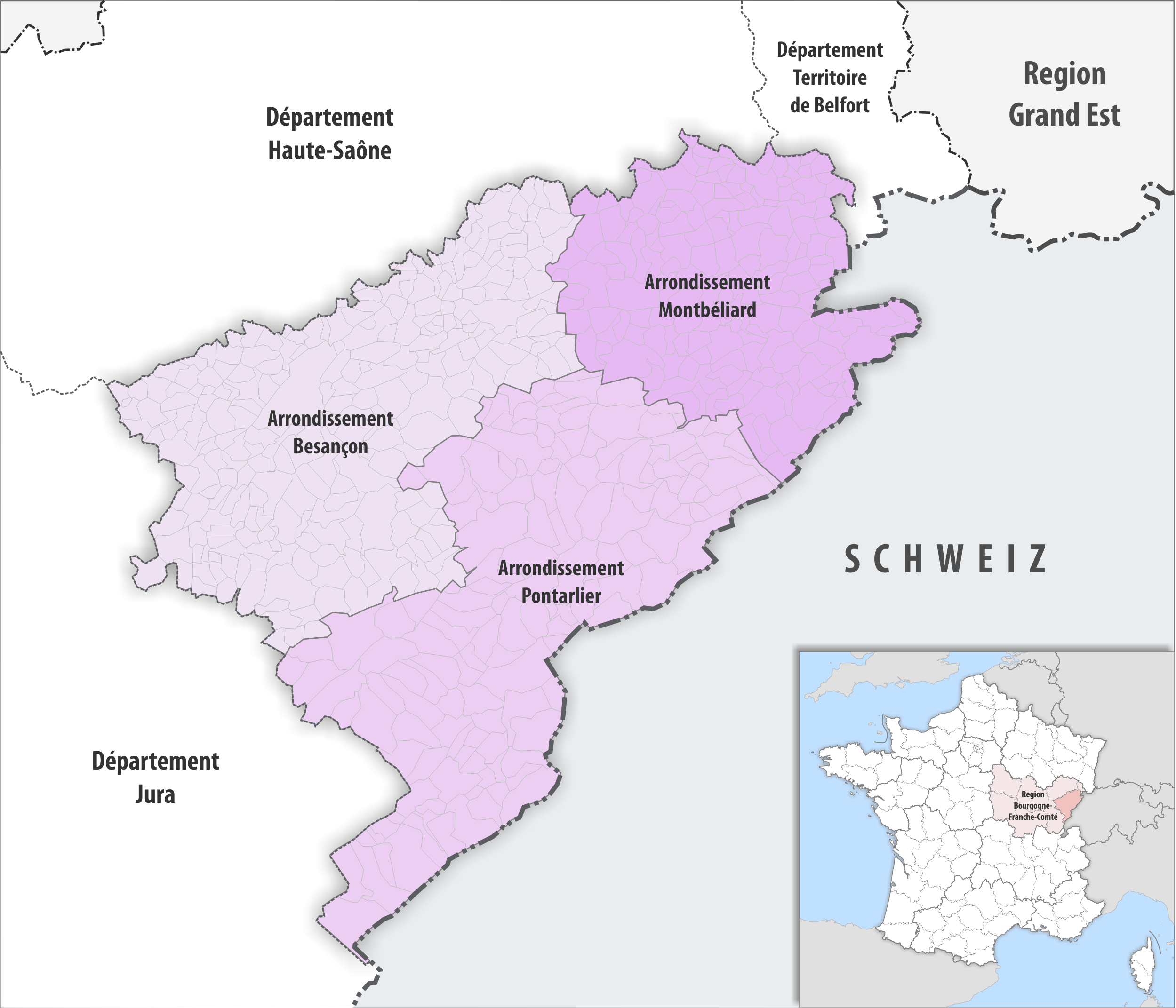
Arrondissements

La préfecture du Doubs est localisée à Besançon. Le département possède en outre deux sous-préfectures à Montbéliard et Pontarlier. Jusqu'en 1926,une sous-préfecture supplémentaire était située à Baume-les-Dames.

### Députés et circonscriptions législatives

Circonscriptions et affiliations à l'issue des élections de 2024.

| Circ. | Nom                |  | Parti | Groupe                               | Suppléant            |
| ----- | ------------------ |  | ----- | ------------------------------------ | -------------------- |
| 1re   | Laurent Croizier   |  | MoDem | Les Démocrates                       | Jean-Paul Michaud    |
| 2e    | Dominique Voynet   |  | LÉ    | Écologiste et social                 | Antony Poulin        |
| 3e    | Matthieu Bloch     |  | UDR   | Union des droites pour la République | Quentin Touzalin     |
| 4e    | Géraldine Grangier |  | RN    | Rassemblement national               | Jacques Ricciardetti |
| 5e    | Annie Genevard     |  | LR    | Droite républicaine                  | Éric Liégeon         |
| 5e    | Éric Liégeon       |  | DVD   | Droite républicaine                  | –                    |

### Sénateurs
| Nom                   |  | Parti | Groupe                  | Autres mandats (passés ou actuels) |
| --------------------- |  | ----- | ----------------------- | ---------------------------------- |
| Jacques Grosperrin    |  | LR    | Groupe Les Républicains |                                    |
| Jean-François Longeot |  | UDI   | Groupe Union centriste  |                                    |
| Annick Jacquemet      |  | UDI   | Groupe Union centriste  |                                    |

### Conseillers départementaux

Cantons et affiliations à l'issue des élections de 2021.

| Canton          | Conseillers sortants      | Parti | Parti | Conseillers élus          | Parti | Parti |
| --------------- | ------------------------- | ----- | ----- | ------------------------- | ----- | ----- |
| Audincourt      | David Barbier             |       | LREM  | Damien Charlet            |       | PS    |
| Audincourt      | Christine Coren-Gasperoni |       | PS    | Christine Coren-Gesperoni |       | DVG   |
| Baume-les-Dames | Claude Dallavalle         |       | PS    | Claude Dellavalle         |       | DVG   |
| Baume-les-Dames | Danièle Nevers            |       | PS    | Marie-Christine Durai     |       | DVG   |
| Bavans          | Marie Chassery            |       | DVD   | Bruno Baudrey             |       | LR    |
| Bavans          | Rémy Nappey               |       | LREM  | Maire-Paul Brand          |       | DVD   |
| Besançon-1      | Gérard Galliot            |       | PS    | Monique Bonnet            |       | DVG   |
| Besançon-1      | Myriam Lemercier          |       | LREM  | Ali Yugo                  |       | PS    |
| Besançon-2      | Françoise Branget         |       | LR    | Chantale Guyen            |       | LR    |
| Besançon-2      | Michel Vienet             |       | LR    | Michel Vienet             |       | LR    |
| Besançon-3      | Philippe Gonon            |       | Agir  | Marie-Laure Dalphin       |       | LR    |
| Besançon-3      | Marie-Laure Dalphin       |       | LR    | Serge Rutowski            |       | DVD   |
| Besançon-4      | Odile Faivre-Petitjean    |       | MoDem | Jeanne Henry              |       | PCF   |
| Besançon-4      | Alain Loriguet            |       | LR    | Georges Ubiali            |       | DVG   |
| Besançon-5      | Catherine Cuinet          |       | DVD   | Ludovic Fagaut            |       | LR    |
| Besançon-5      | Ludovic Fagaut            |       | LR    | Valérie Maillard          |       | DVD   |
| Besançon-6      | Raphaël Krucien           |       | PS    | Raphaël Krucien           |       | PS    |
| Besançon-6      | Géraldine Leroy           |       | G.s   | Géraldine Leroy           |       | G.s   |
| Bethoncourt     | Philippe Claudel          |       | DVG   | Magalie Duvernois         |       | PS    |
| Bethoncourt     | Magali Duvernois          |       | PS    | Albert Matocq-Grabot      |       | DVG   |
| Frasne          | Philippe Alpy             |       | Agir  | Philippe Alpy             |       | Agir  |
| Frasne          | Michèle Letoublon         |       | DVD   | Géraldine Tissot-Trullard |       | DVD   |
| Maîche          | Christine Bouquin         |       | DVD   | Christine Bouquin         |       | LR    |
| Maîche          | Serge Cagnon              |       | LR    | Christian Methot          |       | DVD   |
| Montbéliard     | Virginie Chavey           |       | LR    | Priscilla Borgerhoff      |       | LR    |
| Montbéliard     | Jean-Luc Guyon            |       | LR    | Jean-Luc Guyon            |       | LR    |
| Morteau         | Jacqueline Cuenot-Stalder |       | Agir  | Jacqueline Cuenot-Stalder |       | Agir  |
| Morteau         | Denis Leroux              |       | LR    | Denis Leroux              |       | LR    |
| Ornans          | Béatrix Loizon            |       | DVD   | Olivier Billot            |       | LR    |
| Ornans          | Alain Marguet             |       | LR    | Béatrix Loizon            |       | DVD   |
| Pontarlier      | Florence Rogeboz          |       | DVD   | Florence Rogeboz          |       | DVD   |
| Pontarlier      | Pierre Simon              |       | LREM  | Romuald Vivot             |       | LR    |
| Saint-Vit       | Annick Jacquemet          |       | DVD   | Annick Jacquemet          |       | UDI   |
| Saint-Vit       | Thierry Maire du Poset    |       | DVD   | Thierry Maire du Poset    |       | DVD   |
| Valdahon        | Sylvie Le Hir             |       | LREM  | Patricia Lime Vieille     |       | LR    |
| Valdahon        | Thierry Vernier           |       | LR    | Thierry Vernier           |       | DVD   |
| Valentigney     | Frédéric Barbier          |       | LREM  | Frédéric Barbier          |       | LREM  |
| Valentigney     | Martine Voidey            |       | LREM  | Martine Voidey            |       | LREM  |

### Conseillers régionaux
Présidence : Marie-Guite Dufay (Doubs)
|            | Parti | Siège |
| ---------- | ----- | ----- |
| Majorité   |       |       |
|            | PS    | 5     |
|            | DVG   | 2     |
|            | PCF   | 1     |
|            | EELV  | 1     |
|            | PRG   | 1     |
|            | CE    | 1     |
| Opposition |       |       |
|            | RN    | 4     |
|            | LR    | 2     |
|            | DVC   | 1     |
|            | DVD   | 1     |

### Maires

Carte des 571 communes du Doubs au 1er janvier 2022.

| Commune     | Maire                 |  | Parti | Élection | Population |
| ----------- | --------------------- |  | ----- | -------- | ---------- |
| Besançon    | Anne Vignot           |  | EELV  | 2020     | 115 934    |
| Montbéliard | Marie-Noëlle Biguinet |  | LR    | 2014     | 25 395     |